# Zlata ptica
Zlata ptica je naslovni lik istopomenske ljudske pravljice. Različic Zlate ptice je veliko, kar je dokaz, da se je pravljica pripovedovala na različnih koncih Slovenije ter v različnih časovnih obdobjih.

## Literarni lik - Zlata ptica
Zlate ptice ali rajske ptice označuje zlata barva. Predstavljajo nebesna bitja, ki čudovito pojo ali pa ima njihovo perje čudežno moč. Ob poslušanju rajske ptice naj bi čas na onem svetu bežal neizmerno hitro, kakor blisk. Motivi obeh ptic so zelo razširjeni v ljudskem pripovedništvu in pa tudi v ljudskem pesništvu.

## Ostali liki
- Kralj: Je oče treh sinov
- Starejši in srednji sin: Mlajšega brata ne marata, ga zaničujeta. Sta zelo pohlepna, želita si le bogastva in bi zanj naredila vse. Sta čisto brez vesti, nista sposobna prevzeti krivde na svoja ramena, na koncu celo poškodujeta svojega brata, da jima nebi bilo treba priznati napak, ki sta jih storila.
- Mlajši sin: Je zelo dober človek z dobrim srcem in pripravljen vsem pomagati. Je tudi nesebičen in zna odpuščati, saj na koncu reši brata z vislic. Malo je tudi pohlepen, saj si skozi celotno pravljico izbira le najboljše in najlepše stvari (izbere najlepšega konja, najlepšo ptico, najlepšo morsko deklico).

## Različice Zlate ptice
- Janez Trdina je Zlato ptico vključil v svoje Bajke in povesti o Gorjancih.
- Ivan Tomšič je pisal o čarobnem petju Zlate ptice. Povedka naj bi izvirala iz Tržiča na Gorenjskem.
- Iz Nove vasi na Blokah izhaja verzija Zlate ptice, pri kateri ima perje zdravilno moč. Ko najmlajši sin domov prinese perje Zlate ptice, njihov zelo bolni oče ozdravi.
- Alojzij Bolhar pa je zapisal najbolj poznano varianto Zlate ptice v knjigi Slovenske narodne pravljice.
- Motiv zlate ptice pa najdemo tudi v slovenskih povestih z naslovom Rajska ptica.

## Analiza pravljice
- Čas: ni
- Kraj: za devetimi gorami
- Stalni okrasni pridevniki: prelepa jablana, najčudovitejša zlata ptica, najhitrejši konj, najlepša morska deklica, ognjeviti konj, kraljevski sin, veselo zarezgetal, najmlajši kraljevič, milo prepevati, lepo morsko deklico.
- Ponavljanja posameznih besed, celih stavkov in odstavkov: besed (zlata jabolka, jablana, zlata ptica, medved, ropar, siva skala, leskova šiba, morska deklica, konj, zelena jasa, leto in dan), celih stavkov (»Le počakaj, še slabo se ti bo godilo!«, »Šel je z njim in postal – ropar.«, »Daj še meni malo, saj vidiš, da sem lačen.«, »Mahni z leskovo šibo po skali.«, »Kraljevi sin se še nikoli ni zlagal in tudi straži je vse po resnici povedal.«)
- Stalna, t. i. ljudska števila: tretjo noč, tri sinove, tri peresa, leto in dan, tri morske deklice.
- Tipičen konec: glavna oseba, tj. najmlajši sin se poroči s prelepo morsko deklico in podeduje veliko bogastvo. živita srečno do konca svojih dni.
- Bajeslovna bitja: Zlata ptica, govoreči medved, morska deklica.

### »Dobro se poplača, slabo se kaznuje«
Lahko bi se reklo, da je to glavni motiv skozi vso pravljico. Prikazan je na primeru kraljevih sinov. 
1. SLABO SE KAZNUJE (primer): Prvi in drugi sin odsevata lastnosti, kot so sebičnost in želja po bogatstvu. Sta negativni lastnosti. To se pokaže, ko imata željo ujeti zlato ptico da bi pridobila kraljestvo - želja po bogatsvu in moči. Ko ju sreča lačni medved, mu ne odstopita niti malo hrane, saj se bojita da bo premalo tudi zanju. Odsev sebičnosti. Zaradi tega ju napadejo roparji in jima poberejo vse. Ko jima grozi smrt na vislicah, ju reši najmlajši brat. To je bila zanju kot nova priložnost, da se dokažeta. Vendar zagrešita umor svojega najmlajšega brata, ker se zbojita zase (da bi očetu povedal resnico). Umor se kaznuje z umorom - na koncu oče izve za njuno podlost in ju da obesiti.
2. DOBRO SE POPLAČA (primer): Tretji sin je bil dobrega srca in nikoli nobenemu ni želel slabega. Ko je šel na pot za zlato ptico je lačnemu medvedu odstopil svojo hrano in celo konja. Dobrosrčnost je bila poplačana. Na koncu je prejel kraljestvo in dobil lepo ženo.

### Analiza pravljice po Marjani Kobe
Pravljica Zlata ptica spada v fantastično obliko pravljice, ker pa je ljudska, se po strukturi razlikuje od klasične fantastične pripovedi. V fantastični pripovedi gre za vdor fantastike v svet realnosti, soočita pa se tako, da se irealni svet pojavi v realnem, ali pa tako da se resnično in fantastično pojavljata drug ob drugem. Obstajata torej dve resničnosti, ki sta enakovredni, pa vendarle združeni v enovito celoto. Tu pa se tudi pojavi razlika z ljudsko pravljico, saj tu vse dogajanje poteka na eni sami ravni in sta resničnost in čudežnost neločljivo povezani ter prepleteni. Zaradi prepletanja ni nikakršne logike iz realnega sveta, literarni junaki pa se nič ne čudijo nadnaravnim pojavom, čudežom (medved oživi mrtvega najmlajšega sina), bajeslovnim bitjem (morska deklica - z njo se poroči najmlajši sin), saj svet doživljajo na en sam način (bratje srečajo medveda, ki jih prosi za hrano in se nad tem, da medved govori nič ne začudijo). To posebnost pa imenujemo enodimenzionalnost dogajanja. 
Naslednja posebnost sta čas in kraj dogajanja, ki v ljudski pravljici nista določena, medtem ko sta v fantastični pripovedi povsem ločeni in razvidni.
Osebe ki nastopajo v ljudski pravljici so tipi (kralj, trije bratje), ki pa nimajo individualnih značajskih lastnosti, so brez samostojnega gledanja na življenje in čudežne pojave sprejemajo na povsem miren način in brez začudenja. Pisatelj v pravljici Zlata ptica nastopajočim osebam ne da imena, poimenuje jih le kralj in bratje, niti jim ne pripiše značajskih lastnosti, hibe ali posebnosti.
Razlika se kaže tudi v obliki. Ljudska pravljica sodi med krajše prozne oblike, medtem ko je fantastična pripoved obsežnejše besedilo oziroma že kar knjiga. Pravljica Zlata ptica obsega vsega le osem strani, za razliko od klasične fantastične pripovedi, ki je že kar cela knjiga npr. Ostržek.

## Simbolika jabolka
Simbol jabolka v Antičnem svetu
Jabolko je imelo že v Antičnem času simbolni pomen. Poznamo ga pod imenom Eridino jabolko. Njegov izvor se povezuje s poroko Ahilovih staršev, kralja Peleja in morske nimfe Tetide. Na slavje, ki so se ga udeležili prav vsi bogovi, pa niso povabili boginje prepira, Eride. To je boginjo spravilo v slabo voljo, zato se je odločila, da se bo maščevala. Sredi poročne gostije je med povabljence vrgla zlato jabolko z napisom »Najlepši!« Nemudoma se je vnelo ostro tekmovanje med tremi boginjami: Hero (Zevsovo ženo), Ateno (boginja modrosti) in Afrodito  (boginja ljubezni in lepote). Vsaka si je domišljala da je najlepša, in da jabolko zato pripada njej. Prepir se je samo stopnjeval in mu ni kazalo konca, zato se je Zevs odločil, da bo Paris tisti, ki bo določil, katera je najlepša. Vse tri boginje so mu obljubljale nagrado: Hera mu je ponujala oblast in moč, Atena modrost, Afrodita pa ljubezen prelepe Helene, ki pa je bila že poročena. Paris se je kljub temu odločil za Afrodito in njeno ponudbo, vendar pa so se nato začele težave, ki so sprožile zelo poznano Trojansko vojno. Od tu je Eridino jabolko poznano tudi kot jabolko spora oz. jabolko prepira. Še danes se pogosto ta izraz uporablja v politiki (ko pride do nesoglasij zasledimo uporabo: ˝Padlo je Eridino jabolko˝.)
Simbol jabolka v Svetem pismu
V Svetem pismu se jabolko večkrat ponovi, njegov pomen pa je različen. Ker se v latinskem jeziku besedi jabolko in zlo izgovarjata zelo podobno, največkrat jabolko povezujemo z izvirnim grehom. Evo je kača (Satan oz. hudič) zapeljal, da je utrgala in zaužila sadež z drevesa, ki je bil prepovedan. Zato velja jabolko tudi kot simbol zapeljivosti.
V Visokih pesmih pa se granatno jabolko pojavlja v primerjavi z ženskimi prsmi. Zato tu velja za nekaj svetega. Njegovih semen naj bi bilo toliko kot je v Stari zavezi zakonov, zato je njegova granatna predstavljala simbol plodnosti. 
Simbol jabolka – Newton
Jabolko pa je močno pripomoglo tudi k napredovanju znanosti. Anekdota pravi, da je Newton počival v senci jablane. Ko je zapihal vetrič, je z jablane padlo jabolko. Newton se je vprašal: »Zakaj vsa telesa padajo navpično proti središču Zemlje.« Tako je Newton s pomočjo jabolka ugotovil, da lahko telesa delujejo drugo na dugo tudi na daljavo. Kakor Zemlja s silo deluje na jabolko, tako s silo deluje tudi na Luno. Ta sila je vzok za gibanje nebesnih teles. Imenujemo jo gravitacijska sila.

## Izdaje
- Slovenske ljudske pravljice, založba Mladinska knjiga, Ljubljana 2007
- Slovenske narodne pravljice, založba Mladinska knjiga, Ljubljana 1997
- Zlata ptica, sto najlepših pravljic, založba Mladinska knjiga, Ljubljana 1988
- Zlatorogovi čudežni vrtovi, slovenske pripovedi o zmajih, belih gamsih, zlatih pticah in drugih bajnih živalih, založba Didakta, 2002